# Palesztin akácia
A palesztin akácia (Vachellia tortilis subsp. raddiana) a hüvelyesek (Fabales) rendjébe, ezen belül a pillangósvirágúak (Fabaceae) családjába tartozó tartozó ernyőakácia (Vachellia tortilis) egyik alfaja.

## Rendszertani besorolása
Egyes korábbi rendszerezésekben, ezt a növényt megpróbálták önálló faji szintre emelni, azonban a további kutatások bebizonyították, hogy mégis az ernyőakáciának (Vachellia tortilis) az egyik alfaja.

## Előfordulása
A palesztin akácia előfordulási területe a Földközi-tenger térsége. Afrikában a Szahara északi felén és Ázsiában a Közel-Kelet nyugati részén.

## Megjelenése
A fa alacsony növésű. Törzsén nincsenek elágazások, csak a lombkorona alatt. Élőhelytől és példánytól függően a lomkorona 1-3 méteres magasságban kezdődik. Levelei szárnyasan összetettek és a levélkék keresztben átellenesek. A levél széle sima, vagyis nem fűrészes vagy bemélyedt. A leveleit sűrűn álló tövisek védelmezik. A kérge barnásvörös színű. Október és december között valamint március-áprilisban virágzik. Virágai fehérek vagy világos sárgák és sűrű csomókba rendeződtek.

## Életmódja
A sivatagi életmódhoz igen alkalmazkodott; a szárazságot jól tűri. Mélyre hatoló gyökere van.

## Felhasználása
Az ember a fáját tüzelőanyagként hasznosítja. Levelei és hüvelytermései a háziállatainak szolgálnak táplálékul. A száraz évszak beálltával több vadállat is felkeresi a termései miatt.

## Képek

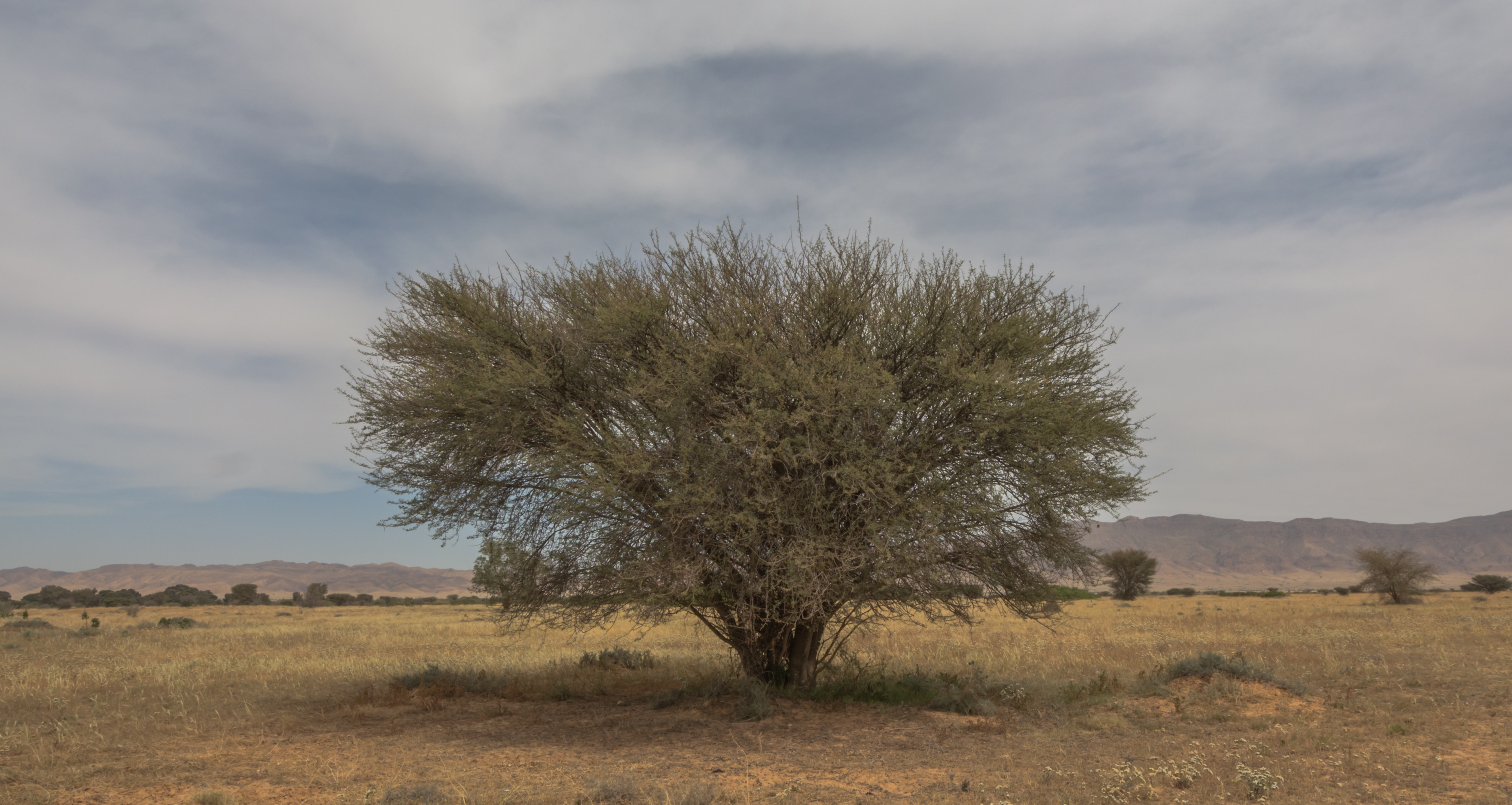
A növény
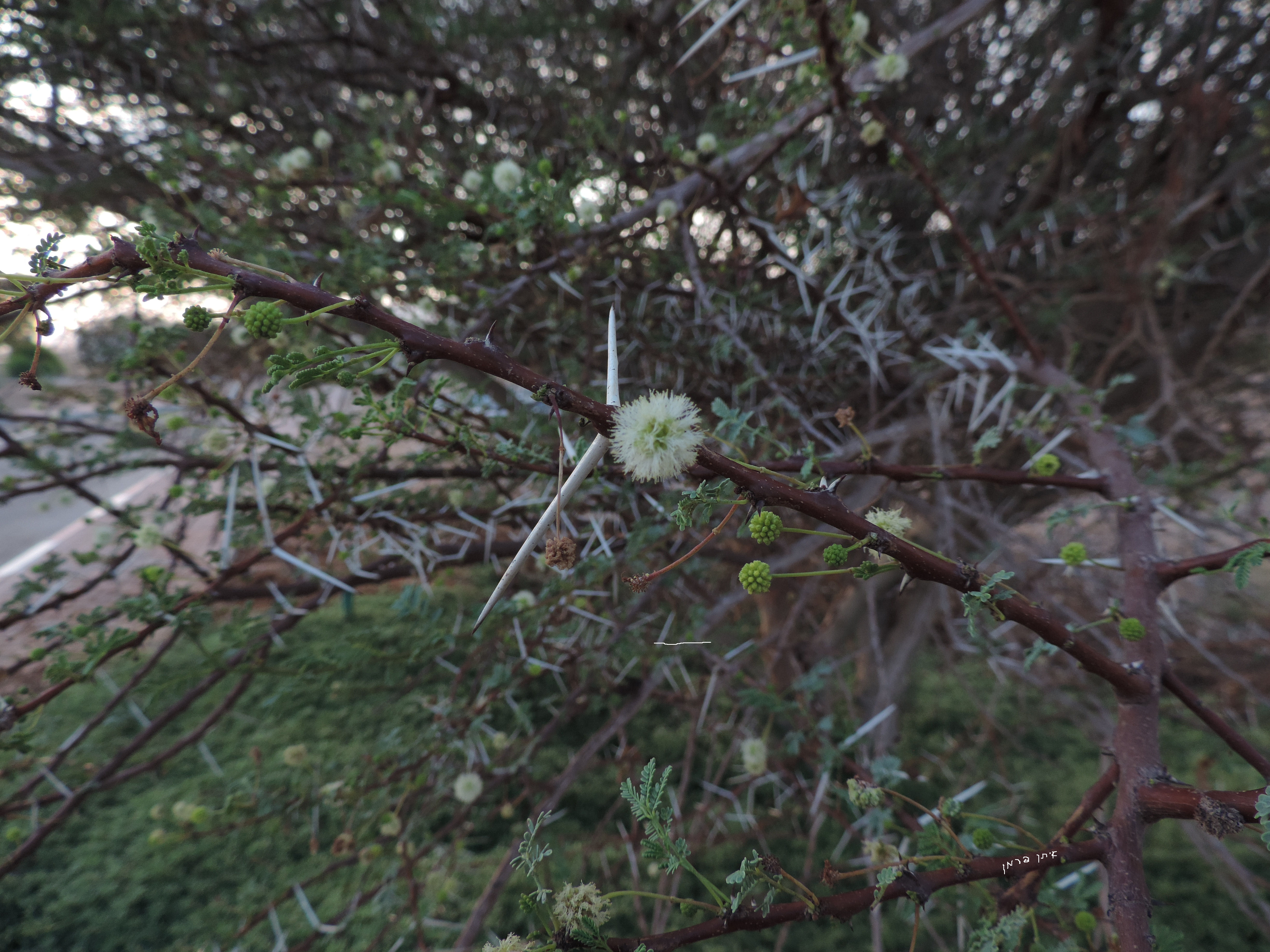
Virágai,
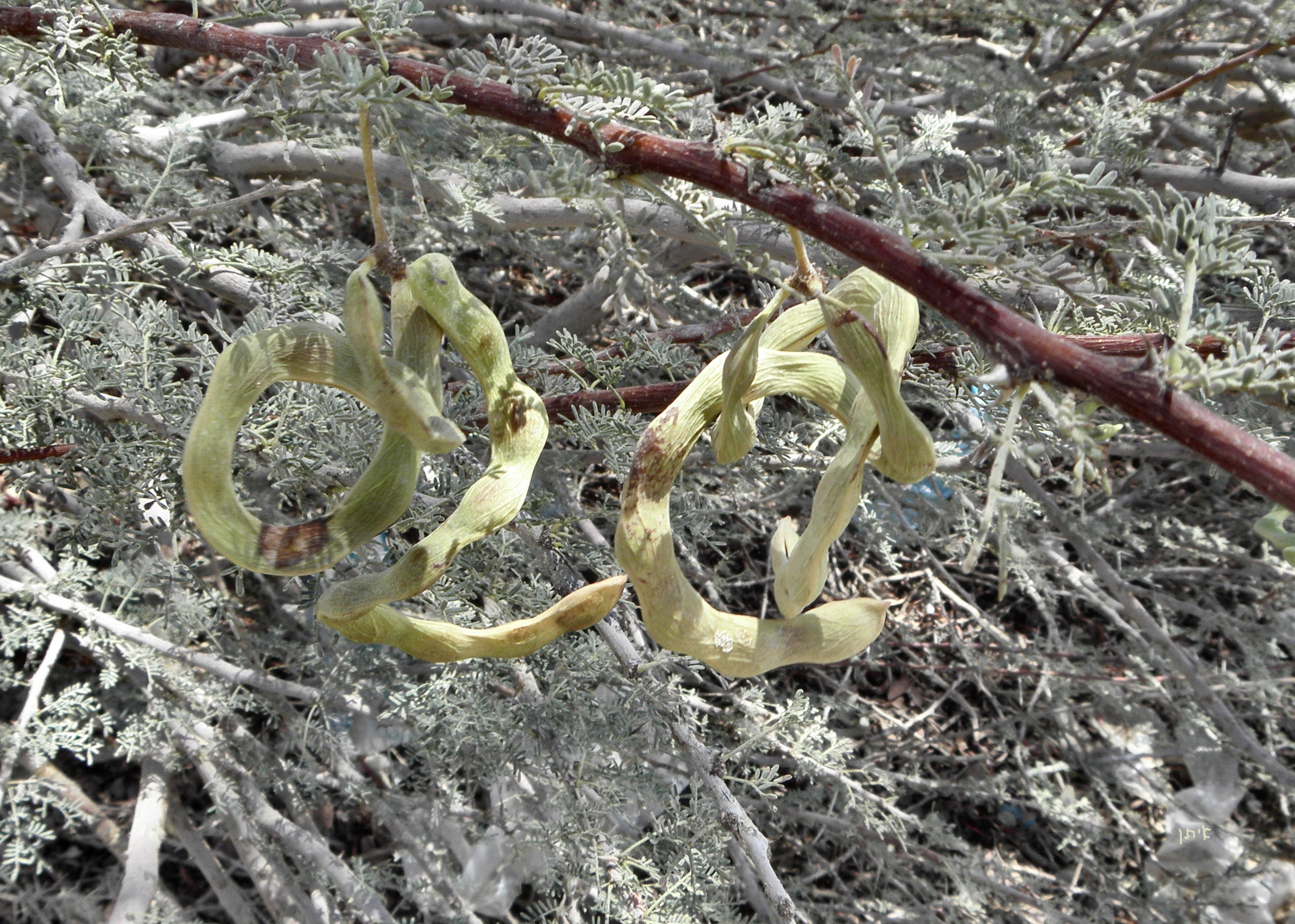
termései
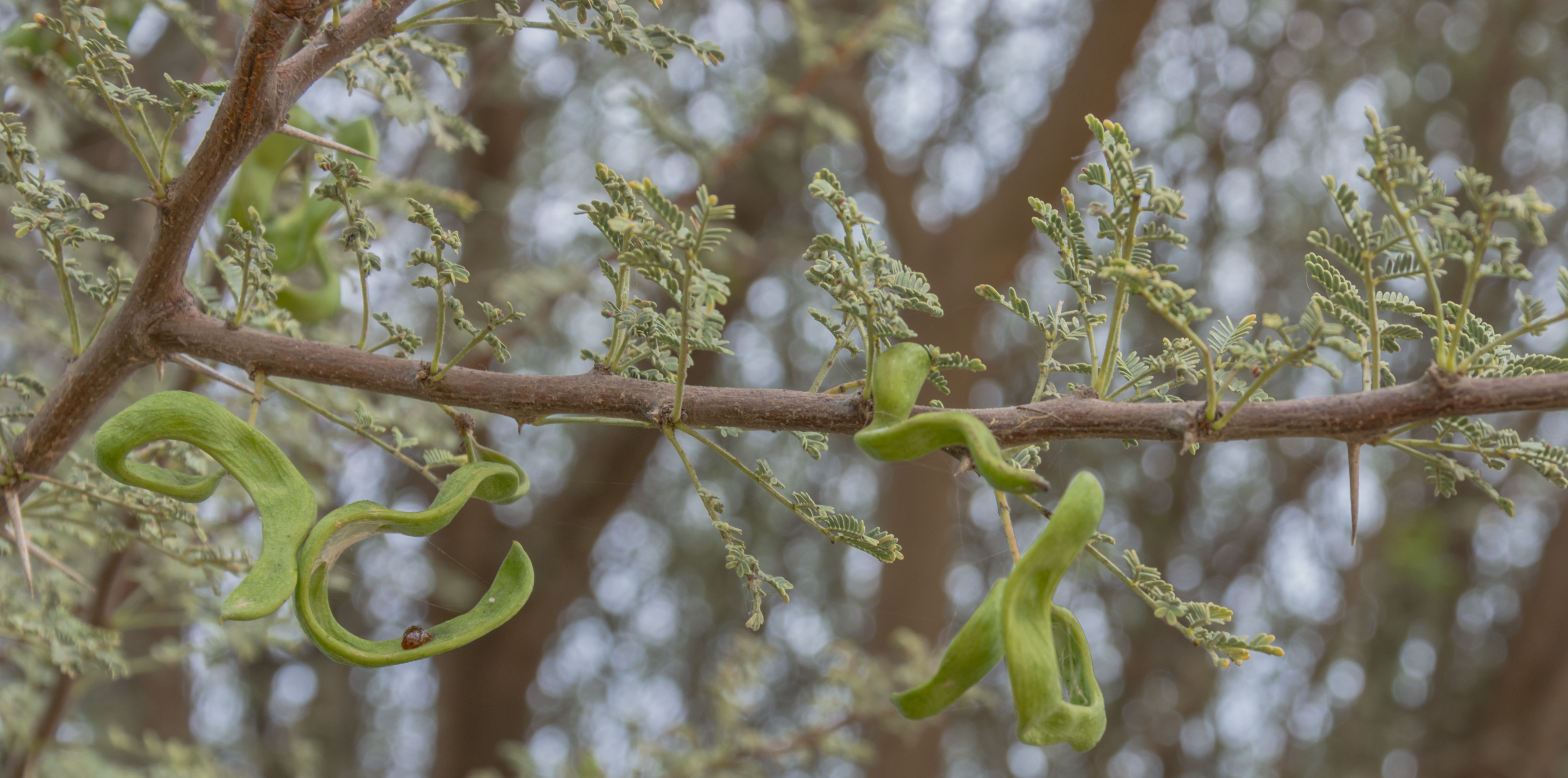
és levelei